# Prasinocyma loveridgei
Prasinocyma loveridgei là một loài bướm đêm trong họ Geometridae.